# Quadricalcarifera lama
Quadricalcarifera lama är en fjärilsart som beskrevs av Charles Oberthür 1911. Quadricalcarifera lama ingår i släktet Quadricalcarifera och familjen tandspinnare. Inga underarter finns listade.